# ABC Audio
ABC Radio était une filiale de l'American Broadcasting Company et depuis 1996 de la Walt Disney Company. Elle n'est plus une filiale de Disney et est devenu en 2006 une partie de Citadel Communications.
C'est le métier d'origine de la société ABC qui se diversifia dans les années 1950 dans la télévision. Le nom de la société durant la période ABC/Disney était ABC Radio Group, depuis qu'elle est détenue par Citadel, le nom est ABC Radio Networks.

## Historique

### NBC Blue Network
Dans les années 1930, la radio aux États-Unis était dominée par seulement quelques entreprises, dont Mutual Broadcasting, Columbia Broadcasting (CBS) et National Broadcasting Company (NBC), cette dernière était alors propriété de Radio Corporation of America (RCA). RCA possédait deux réseaux qui géraient chacun des stations de radio différentes. Les deux réseaux s'appelaient NBC Blue et NBC Red. NBC Blue avait été créé en 1927 principalement pour tester les nouveaux programmes sur des marchés moins importants que ceux de NBC Red, qui desservait les grandes villes, et pour tester les séries dramatiques.

### La création d'ABC

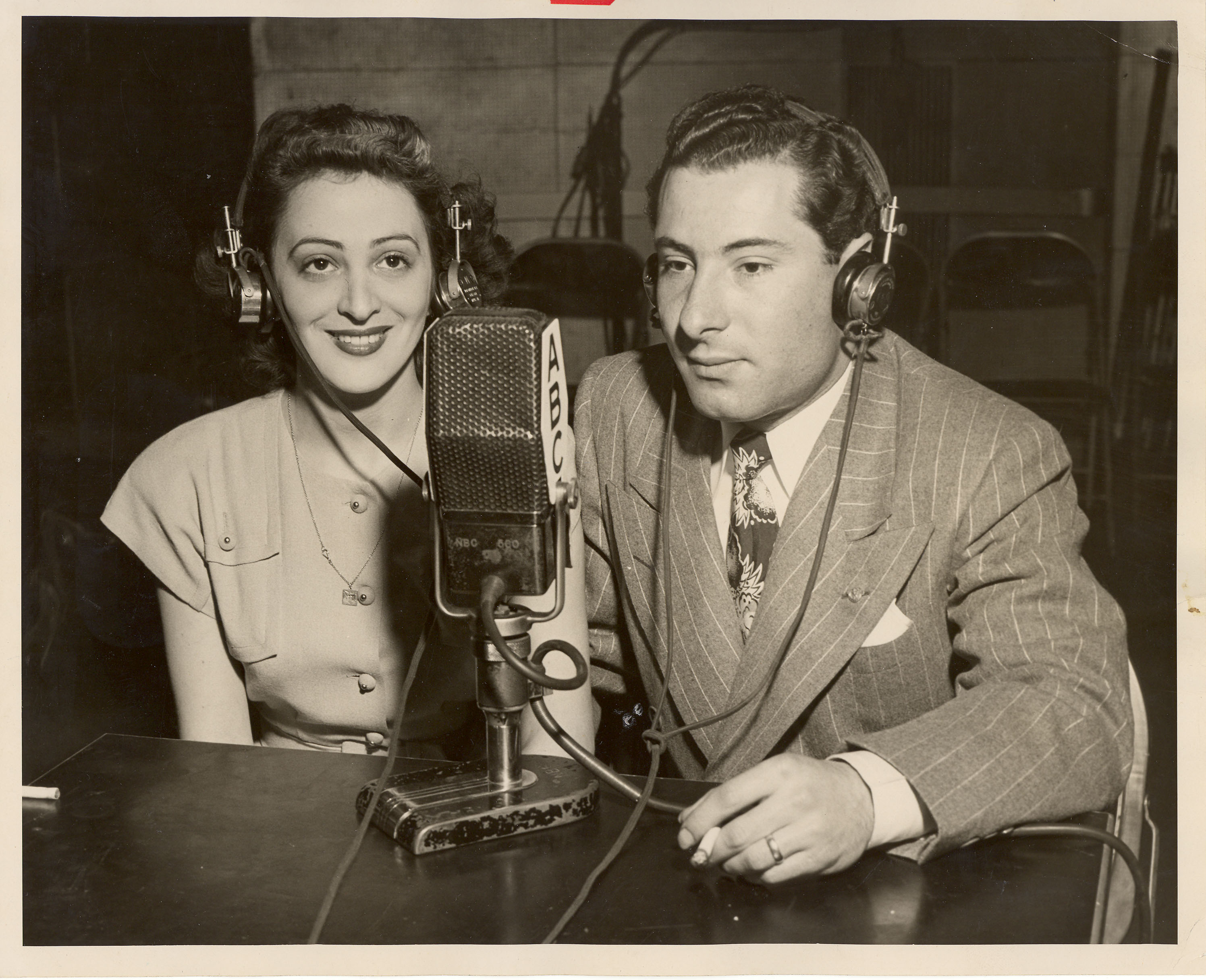
Jean Weil et Louis Goldstein lors d'une émission d'ABC Radio.

En 1934, Mutual Broadcasting porte plainte auprès de la Federal Communications Commission (FCC) en raison de ses difficultés à installer de nouvelles stations, le marché étant selon elle saturé avec les réseaux de NBC et CBS. En 1938, la FCC entame une série d'investigations sur les pratiques des réseaux radiophoniques. En 1940, la FCC publie un rapport sur la diffusion de programmes radio en réseau. Le rapport préconise que RCA se sépare de l'un de ses deux réseaux : NBC Red ou NBC Blue. NBC Red est alors le principal réseau de radio aux États-Unis et, selon la FCC, RCA utilise alors NBC Blue pour éliminer toute velléité de concurrence. N'ayant aucun pouvoir sur les réseaux proprement dits, la FCC instaure qu'une station de radio « ne peut se voir délivrer de licence si elle est affiliée à un réseau détenu par une société éditant plusieurs réseaux » … « dans l'intérêt du public. »
Ses appels contre la FCC ayant été rejetés, RCA décide de se séparer de NBC Blue et donne un mandat pour ce faire à Mark Woods courant 1941. En janvier 1942, RCA transforme de réseau NBC Blue en une filiale indépendante, NBC Red et NBC Blue deviennent alors deux sociétés distinctes se répartissant leurs biens.
Entre 1942 et 1943,  Woods propose l'ensemble NBC Blue à la vente pour un prix de 8 millions d'USD. Cet ensemble comprend les baux sur des lignes terrestres, trois chaînes en propre (WJZ à New York, KGO-TV à San Francisco et WENR à Chicago), une soixante de stations affiliées, des studios (New York, Washington DC, Chicago et Los Angeles), des contrats avec des acteurs et la marque associée à Blue Network. La banque d'investissements Dillon, Read & Co. (rachetée en 1997 par la Société de banque suisse) propose 7,5 millions mais Woods et le président de RCA David Sarnoff rejettent l'offre.
Edward Noble, propriétaire des confiseries Life Savers, de la chaîne de pharmacie Rexall et de la station de radio new-yorkaise WMCA, accepte le prix de 8 millions de dollars pour le réseau,. La transaction qui implique le rachat par Noble de trois stations à RCA et la revente d'une station que Noble possédait précédemment, doit être approuvée par la FCC. La commission autorise la transaction le 12 octobre 1943,.
En août 1944, la division ouest de Blue Network, qui comprend la station KGO-AM de San Francisco, achète à Earl C. Anthony pour 800 000 USD, la station KECA-AM de Los Angeles. Les deux stations sont alors gérées par le vice-président de la division ouest, Don Searle. Peu après Blue Network Company Inc est racheté par American Broadcasting System Inc, la société fondée par Noble. L'entreprise est rebaptisée American Broadcasting Company (ABC) courant 1944 et sa société mère American Broadcasting Companies Inc,… Woods conserve son poste de président-directeur-général d'ABC jusqu'en décembre 1949 pour devenir vice-président du directoire puis quitte ABC le 30 juin 1951.

### ABC Radio

Ancien logo.

En juillet 1968, ABC Radio lance un projet de programmation spéciale pour ses stations FM, projet confié à Allen Shaw, ancien responsable des programmes de la station WCFL-AN à Chicago. Shaw a été mandaté par Harold L. Neal, président d'ABC Radio pour concurrencer les nouvelles stations de rock progressif et leurs DJ. Le nouveau programme nommé LOVE Radio, avec de la musique sélectionnée est lancé sur les sept stations FM détenues par ABC fin novembre 1968, il remplace alors la totalité de la programmation pour ces stations mais plusieurs stations affiliées conservent la majorité de leur programmation comme KXYZ à Houston. Dès août 1970, Shaw confirme que la politique de choix musical d'ABC FM doit être revue afin d'accorder aux auditeurs de nombreux styles de musique.

### Rachat par Disney
Le 18 novembre 1996, Disney associe à cette société sa radio Radio Disney, créée quelques mois plus tôt, ABC Radio produit et distribue alors la radio Disney. Le 14 avril 1997, ABC achète les stations WJZW-FM à Washington DC et WDRQ-FM à Detroit.
En 1998, cette société comprenait 27 stations de radio et 8 réseaux. Elle diffuse à la fois en FM et AM. Elle s'organise en de nombreuses stations détenues en propre ou affiliées.
Pour l'histoire de la société voir celle d'ABC.

### Vente d'ABC Radio
Le 6 février 2006, lors de la publication de ses résultats trimestriels, Disney a annoncé la fusion d'ABC Radio et de Citadel Broadcasting. L'ensemble nommé Citadel Communications sera géré par Citadel mais détenu à 52 % par les actionnaires de Disney. Le montant de la transaction devait s'élever à 2,7 milliards de dollars en faveur de Disney. Radio Disney et ESPN Radio ne font toutefois pas partie de la transaction.
Le 2 avril 2009, Citadel Communications décide de renommer ABC Radio en Citadel Media.
Le 15 avril 2011, la justice annonce une audition pour le 10 mai concernant la plainte émise par Disney sur un non respects des clauses de la vente d'ABC Radio de par le rachat de Citadel par Cumulus.